# لقاح معصوم (فیلم)
لقاح معصوم یا باروری پاک (به انگلیسی: Immaculate Conception) فیلمی محصول سال ۱۹۹۲ و به کارگردانی جامی دهلوی است. در این فیلم بازیگرانی همچون جیمز ویلبی، ملیسا لیو، شبانه اعظمی، ضیاء محی‌الدین، جیمز کازینز و بیل بیلی ایفای نقش کرده‌اند.